# Saint-Aignan-le-Jaillard
Saint-Aignan-le-Jaillard är en kommun i departementet Loiret i regionen Centre-Val de Loire strax norr Frankrikes mitt. Kommunen ligger i kantonen Sully-sur-Loire som tillhör arrondissementet Orléans. År 2022 hade Saint-Aignan-le-Jaillard 602 invånare.

## Befolkningsutveckling
Antalet invånare i kommunen Saint-Aignan-le-Jaillard
| Referens: INSEE |